# SN 1997ep
SN 1997ep – supernowa typu Ia odkryta 28 grudnia 1997 roku w galaktyce A045748-0342. W momencie odkrycia miała maksymalną jasność 22,40m.